# Экспедиции Эдварда Эйра (1839)
Эдвард Джон Эйр совершил две экспедиции во внутренние районы Южной Австралии в 1839 году. В то время никто не продвигался дальше залива Спенсер. Первая экспедиция отправилась из Аделаиды в мае. Не совсем ясно, как далеко он продвинулся на север, прежде чем повернуть назад, но это произошло примерно около хребта Флиндерс. Вторая экспедиция, в августе, прибыла в Порт-Линкольн и направилась на запад, следуя вдоль побережья к Стрики-Бэй. Вынужденный вернуться из-за негостеприимных условий, Эйр двинулся на восток, а затем ещё дальше на север, чем в предыдущий раз, и, в конце концов, обнаружив озеро, которое теперь называется Торренс.
Эйр совершил третье путешествие на север в июне 1840 года, на этот раз достигнув того места, которое сейчас известно как озеро Эйр. Четвёртая экспедиция началась в феврале 1841 года на этот раз с целью достичь Западной Австралии. Поход начался в Фаулерс-Бей и достиг Албани в июле, пройдя путь 1600 км (1000 миль).

## Север
Получив неплохую прибыль в несколько тысяч фунтов от своего второго путешествия, молодой Эйр (тогда ему было всего двадцать три года) обратил свое внимание на внутренние районы и на предположения о возможности выхода на сушу. Планируя трехмесячную экспедицию к заливу Спенсер, он покинул Аделаиду с пятью другими поселенцами 1 мая 1839 года, взяв две телеги и отправившись на север, к прибрежной равнине к западу от хребта Флиндерс. Он назвал реку Бротон в честь Уильяма Бротона, англиканского епископа Австралии, и проследовал на север, миновав верхнюю часть залива, чтобы разбить лагерь на полпути между Стерном и горой Арден у небольшого ручья: он назвал этот ручей Депот Крик и возвращался к нему несколько раз.
Из этого лагеря он заметил невысокую гряду холмов на западе и послал своего товарища Джона Бакстера исследовать — эту гряду он позже назвал хребтом Бакстера; он расположен к северу от города Айрон-Ноб. Сам Эйр двинулся на север по окраине Флиндерса. Обнаружив немного воды (бассейны с водой в Уиллохра-Крик были солеными), он направился к холму примерно в 30 км к северо-западу от города Хокер. С вершины он впервые увидел озеро Торренс; позже он писал, что это «казалось водой», но он понял, что это было просто «сухое и застекленное ложе того места, где находилась вода» — соленое озеро. К северо-востоку он заметил, что хребты продолжаются; «ярус за ярусом очень каменистый, насколько хватит взгляда». Это был почти наверняка первый раз, когда европеец увидел вершины Вильпена.
После возвращения в лагерь и движения на 50 км по западной стороне залива Спенсер вместе с Бакстером Эйр решил вернуться на юг. Он был недоволен страной солончаков (как он описал ее, «песчаная пустыня с вкраплениями кустарников»), не осознавая пастбищный потенциал солончаков.
На обратном пути он повернул на восток, оставив Флиндерс позади, и вместо этого отправился обратно в Аделаиду вниз по реке Мюррей, прибыв домой 29 июня. Губернатор вскоре назвал самую северную точку, которую достиг Эйр, горой Эйр.

## Запад и снова север
Эйр немного повозился перед тем, как отправиться в Порт-Линкольн в свой 24-й день рождения, 5 августа 1839 года. Его небольшая группа путешествовала вдоль побережья в район Стрики-Бэй, после этого Эйр уехал вдвоём с австралийским аборигеном. Они достигли самой дальней точки примерно в 50 км к западу от современного города Седьюна, будучи вынужденными повернуть назад из-за нехватки воды. Именно во время этой поездки они миновали озеро Ньюленд, которое Эйр назвал в честь своего друга Ричарда Фрэнсиса Ньюленда.
Затем Эйр повел свою группу через всю страну обратно к началу залива Спенсер и их старому лагерю в Депот-Крик, по пути посетив и назвав горы Голер (в честь губернатора). Решив исследовать дальше, он отправился на север в одиночку, на этот раз пройдя примерно на 80 км дальше, чем гора Эйр, достигнув пика немного к юго-западу от современного Ли-Крик. Отсюда он увидел, что озеро Торренс теперь заполнено водой, но все ещё преграждает ему путь. Он был вынужден вернуться без всякой поддержки. Вернувшись в лагерь, он посовещался с Бакстером, которого послал на восток. Предполагается, что Бакстер пересёк равнину Виллохра, и, проехав 100 км, он увидел то, что он назвал не чем иным, как «низким плоским морем кустарника».
Эйр сразу же вернулся в Аделаиду,предоставив блестящие отчеты о том, что должно было стать долиной Клэр.